# Louis Cazette
Victor Louis Camille Péault dit Louis Cazette, né à Nantes le 9 décembre 1887 et mort le 30 avril 1922 à Paris (15e arrondissement), est un chanteur d'opéra français. 

## Biographie
Né à Nantes, il déménage dans sa jeunesse à Paris avec sa famille puis s'engage dans la cavalerie tout en suivant des cours au Conservatoire de Paris (1912) où il est élève d'Pierre-Émile Engel, d'Albert Saléza et de Jan Reder (nl). Diplômé, il est engagé à l'Opéra-Comique mais la Première Guerre mondiale interrompt sa carrière. Il est mobilisé jusqu'en 1919 et réintègre aussitôt l'Opéra-Comique où il fait ses débuts le 14 juin 1919, dans le rôle du Noctambule dans Louise de Gustave Charpentier. Son premier rôle principal est celui de Pinkerton dans Madame Butterfly. Il obtient son premier grand succès dans Così fan tutte dans le rôle de Ferrando, dirigé par André Messager.
Son dernier grand rôle est celui de Des Grieux le 9 mars 1922 et sa dernière représentation le 28 avril 1922, dans Don Giovanni. Peu après la représentation, il ressent une douleur à la nuque dont il se plaint et déclare ne pas pouvoir tenir son rôle suivant dans Mireille. Il meurt le surlendemain à 34 ans. Selon la version officielle, il serait mort du tétanos qu'il aurait contracté dans une représentation théâtrale après avoir été accidentellement blessé par un trident tenu par le baryton André Baugé. 
Il existe de nombreux enregistrements et vidéos de sa voix.